# Центральні рівнини
Центральні рівнини — рівнини внутрішньої частини Північної Америки, розташовані в США і Канаді. З північного сходу і південного сходу обмежені горами Аппалачі і Лаврентійською височиною, на заході прилягають до Великих рівнин, на півдні переходять у Примексиканську низовину.

## Рельєф і геологія
Центральні рівнини представлені різними типами рівнин: моренно-горбистими, зандровими і озерними (на півночі); моренними і лесовими зі сильним долинним розчленуванням (у центральній частині); піднесеними з типово ерозійним рельєфом і карстом (на півдні). Крім того, на півночі розташовані куестові гряди, на півдні — гори Бостон. Переважають висоти 150—500 м. Більша частина центральних рівнин дренується системою річок, які належать до басейну Міссісіпі. На півночі збереглися сліди стародавнього зледеніння у вигляді пагорбів, гряд і улоговин, де лежить низка великих озер (Великі озера, Вінніпег, Вінніпегосіс, Манітоба).
Центральні рівнини складені переважно з вапняків, які залягають або горизонтально, або у вигляді пологих склепінь. У межах рівнин є родовища кам'яного вугілля, нафти, природного газу і кухонної солі; до плато Озарк зустрічаються родовища свинцево-цинкових руд і бариту.

## Клімат та географія
Клімат помірний, континентальний, на крайньому півдні — субтропічний. Кількість опадів — від 400 до 1200 мм на рік. У ґрунтовому покриві на півночі переважають бурі лісові ґрунти, під мішаними та широколистяними лісами. На півдні — чорноземоподібні ґрунти, що утворилися під високотравними преріями. Останні практично повністю зведено внаслідок розорювання та заселення території. На півночі збереглися окремі масиви лісів, розташованих на височинах, незручних для господарського освоєння. Зі ссавців найбільше гризунів.
Центральні рівнини — один з найважливіших сільськогосподарських районів США та Канади (зерноводство та тваринництво), понад 75 % території займають населені пункти та сільськогосподарські угіддя. На північному сході регіону розташовані великі агломерації, такі як Чикаго, Детройт і Клівленд.